# Làng Skierbieszów
Skierbieszów [skʲɛrˈbjɛʂuf] là một ngôi làng ở quận Zamość, Lublin Voivodeship, ở miền đông Ba Lan. Đó là trung tâm của gmina (khu hành chính) được gọi là Gmina Skierbieszów. Nó nằm trên sông Wolica, cách khoảng 17 km về phía đông bắc Zamość và 71 km về phía đông nam của thủ đô khu vực Lublin. Ngôi làng có dân số 1.317. Có một lâu đài trong làng.
Năm 1428, ngôi làng đã được trao cho giám mục Jan Zborowski của Clan of Ostoja và năm 1453, ngôi làng đã được Nhà vua trao quyền như một Thị trấn. Skierbieszow là một thị trấn cho đến năm 1822 và huy hiệu của thị trấn / làng là của Ostoja.
Vào tháng 11 năm 1942 trong thời Đức Quốc xã chiếm đóng Ba Lan, cư dân làng Skierbieszów của Ba Lan đã bị trục xuất khỏi làng Skierbieszów để nhường chỗ cho những người định cư từ Đức. Cựu Tổng thống Đức Horst Köhler được sinh ra tại làng trong thời gian chiếm đóng. Ngôi làng được đổi tên ngắn gọn thành Heidenstein cho đến khi lực lượng Liên Xô xuất hiện vào năm 1944. Vào những năm 1945 - 1946 cư dân Ba Lan bắt đầu trở về nhà của họ.